# Scotorythra homotrias
Scotorythra homotrias är en fjärilsart som beskrevs av Edward Meyrick 1899. Scotorythra homotrias ingår i släktet Scotorythra och familjen mätare. Inga underarter finns listade.